# Haralds Silovs
Haralds Silovs (Riga, 7 aprile 1986) è un pattinatore di short track lettone.

## Palmarès
- Campionati europei di short track

Ventspils 2008: oro in classifica generale; oro nei 1.500 m; argento 1.000 m;
Torino 2009: oro nei 1.500 m; argento in classifica generale;
Heerenveen 2011: oro in classifica generale; oro nei 1.000 m; argento nei 500 m; bronzo nei 1.500;